# Johanna (Brabant)

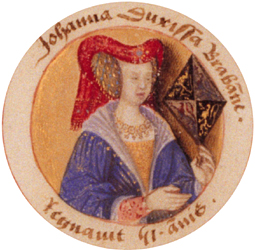
Darstellung Johannas aus dem 14. oder 15. Jahrhundert

Johanna von Brabant (* 24. Juni 1322; † 1. Dezember 1406 in Brüssel) war Herzogin von Brabant und Limburg von 1355 bis 1406.

## Leben
Johanna von Brabant war die Tochter von Herzog Johann III. und Marie von Évreux.
Sie heiratete in erster Ehe 1334 Wilhelm von Avesnes (* 1317; X 1345), als Wilhelm IV. Graf von Holland und (als Wilhelm II.) Graf von Hennegau. Aus dieser Ehe hatte sie nur ein Kind, Wilhelm, das jung starb. Als Witwe heiratete sie im März 1352 den wesentlich jüngeren Wenzel I. (* 1337; † 1383), Graf von Luxemburg, ab 1353 Herzog von Luxemburg.
Ihr Vater starb im Dezember 1355. Im Januar 1356 wurde die Blijde Inkomst verkündet, die die Einheit des Herzogtums festschrieb, um dessen Teilung zwischen Johanna und ihren Schwestern zu vermeiden. Johanna als älteste wurde Herzogin, während Ludwig von Male, Graf von Flandern und Ehemann der jüngeren Schwester Margarete die Entscheidung nicht akzeptierte und Brabant angriff. Mit der Unterstützung des Kaisers Karl IV., Wenzels älteren Bruders, konnte Johanna ihren Besitz bewahren. Im ersten geldrischen Erbfolgekrieg unterstützte sie ihre Nichte Mechtild von Geldern, die ein ganz ähnliches Schicksal erwartete.
Nach dem Tod Wenzels 1383 regierte Johanna die Herzogtümer Brabant und Limburg allein. Da sie aus beiden Ehen keine überlebenden Nachkommen hatte, regelte sie ihre Nachfolge durch Verträge im Mai und September 1404. Sie ernannte darin ihre Nichte Margarete III., Gräfin von Flandern, die Tochter ihre Schwester Margarete und Ludwigs von Male und Ehefrau Philipps des Kühnen, Herzog von Burgund, sowie deren jüngeren Sohn Anton von Burgund zu ihren Nachfolgern. Da Margarete III. am 21. März 1405, also vor Johanna starb, wurde die Regelung im April 1405 den Gegebenheiten angepasst. Mit Johannas Tod erlosch im Jahr 1406 das Haus Löwen, das seit dem 12. Jahrhundert das Herzogtum Brabant und seit dem 13. Jahrhundert auch das Herzogtum Limburg regiert hatte, und die Herrschaft fiel an Anton aus dem Haus Valois-Burgund. Johanna wurde in der Karmeliterkirche in Brüssel bestattet. Ihr nicht erhaltenes Grabmal entstand erst lange nach ihrem Tod in den 1450er Jahren im Auftrag Philipps des Guten.